# Miridiba trichophora
Miridiba trichophora är en skalbaggsart som beskrevs av Leon Fairmaire 1891. Miridiba trichophora ingår i släktet Miridiba och familjen Melolonthidae. Inga underarter finns listade i Catalogue of Life.